# Autumnal Fires
Autumnal Fires jest drugim demem doom metalowej grupy muzycznej Mourning Beloveth wydanym w kwietniu 1998. demo zostało nagrane w Poppyhill Studios 11 kwietnia 1998 roku, a 12 kwietnia zmiksowane. Autumnal Fires zaaranżowane zostało przez Grahama Ryana i Paula Jordana. Demo wyprodukowane zostało przez Grahama Rayana oraz Adriana Butlera. Muzyka została skomponowana przez Mourning Beloveth, a słowa (tak jak na pierwszym demie) ułożył Darren Moore.

## Lista utworów
1. „Forever Lost Emeralds” – 11:28
2. „A Haunting Vision (this obsequious dream)” – 10:39
3. „Autumns Fires in Somnolent Harmony” – 14:33

## Twórcy
- Darren Moore – śpiew
- Frank Brennan – gitara
- Brian Delany – gitara
- Adrian Butler – gitara basowa
- Dermod Smyth – instrumenty klawiszowe
- Tim Johnson – perkusja